# Amaretta
Amaretta war eine Marke für ein synthetisches Leder, das unter anderem zur Herstellung von Kleidung sowie für Bezüge von Polstermöbeln und Autositzen verwendet wird. Es besteht aus einem mit Polyurethanharz getränkten Polyamid-Mikrofaser-Vliesstoff, die zur Erreichung verschiedener Oberflächenstrukturen weiter bearbeitet werden können. Die Marke wurde auf Antrag des Inhabers am 11. Dezember 2020 gelöscht.
2007 wurde die amaretta GmbH in Aßlar, Deutschland von Kuraray (gegründet 1926 in Japan) erworben, in die Kuraray Europe GmbH integriert und nach Frankfurt am Main übersiedelt.